# Passione fatale (film 1983)
Passione fatale (Love Letters) è un film del 1983 diretto da Amy Holden Jones e interpretato da Jamie Lee Curtis e James Keach.